# Sten Hammargren
Sten Tore Hammargren, född 3 januari 1906 i Hovförsamlingen i Stockholm, död 30 januari 1970 i Sankt Görans församling, Stockholm, var en svensk friidrottare (kortdistanslöpare) som tävlade för IK Göta.
Hammargren vann SM på 400 m 1929 (tid 49,8) samt på både 200 m (tid 22,3) och 400 m (50,4) år 1930.
Han utsågs 1930 till Stor Grabb/Tjej nummer 69. Hammargren är gravsatt i minneslunden på Skogskyrkogården i Stockholm.